# 奥中美衣
奥中 美衣（おくなか みい、1996年1月9日 - ）は、日本の女優。静岡県出身。所属はジャスティスジャパンエンターテイメント。
身長158cm。血液型A型。趣味・特技は似顔絵、マジック、スキー、水泳、器械体操。日商簿記検定3級の資格を持つ。

## 出演作品

### テレビドラマ
- 土曜ドラマ（NHK）
  - チャレンジド〜卒業〜（2011年）
  - あっこと僕らが生きた夏（2012年）
- 月9（フジテレビ）
  - ラッキーセブン（2012年）
  - 失恋ショコラティエ（2014年）
- 黒蜥蜴（2015年、フジテレビ）
- ウルトラマンジード 第5話（2017年、テレビ東京） - マミ
- 連続テレビ小説 ひよっこ 第142回（2017年、NHK）
- 土曜ドラマ Missデビル 人事の悪魔・椿眞子 第1話（2018年、日本テレビ） - 新入社員
- 水曜ドラマ（日本テレビ）
  - 高嶺の花（2018年） - キャバ嬢
  - 過保護のカホコ〜2018 ラブ&ドリーム〜（2018年）
- Missデビル 人事の悪魔・椿眞子（2018年、日本テレビ）

### テレビ番組
- 〇〇の変（日本テレビ）

### 映画
- 近キョリ恋愛（2014年、東宝）
- 小野寺の弟・小野寺の姉（2014年、ショウゲート）
- 過ぎゆく時の中で

### 舞台
- 死んでたまるか（アンナ）
- Letter 2015（見戸春菜）
- マルナゲドンザディアフター（ことみ）
- 空感演人プロデュース
  - GIFT（佐々木愛子）
  - また逢おうと竜馬は言った（カオリ）
- はじめまして、をもう一度（ユメ、母）
- 劇団Sky Tmg's Vol.2 「キバショ!〜傷だらけの縄張りに叫ぶ想い〜」（本郷綸）
- 出雲の涙（猿千代）
- 大塚ドリームSHOW
  - Catch（坂口涼子）※準主役
  - 思い想い重い（畑中エリカ）
- 劇団野良犬弾 特別公演Vol.2「自分の死に方は自分で決めろ」
- 劇団グスタフ「おいでやす3」（藤森泉）

### CM
- フジテレ be with you「フルタチさん篇」
- JRA 有馬記念2016（2016年）
- 日本コカ・コーラ ジョージア

### 動画
- ナヒレ決議（2020年、YouTube） - ウバ、ピギの子供たち